# 锡安银行
錫安銀行（英語：Zions Bancorporation, N.A.）是一家美國地區性銀行，總部位於猶他州鹽湖城。該行創立於1873年，最初由耶穌基督後期聖徒教會創辦人之一的布里格姆·楊設立，並於20世紀末轉型為多品牌控股架構的上市公司。
錫安銀行目前透過旗下多個區域性子銀行品牌在美國西部11個州提供服務，並在紐約證券交易所以股票代碼ZION上市。截至2023年底，錫安銀行的總資產達870億美元。

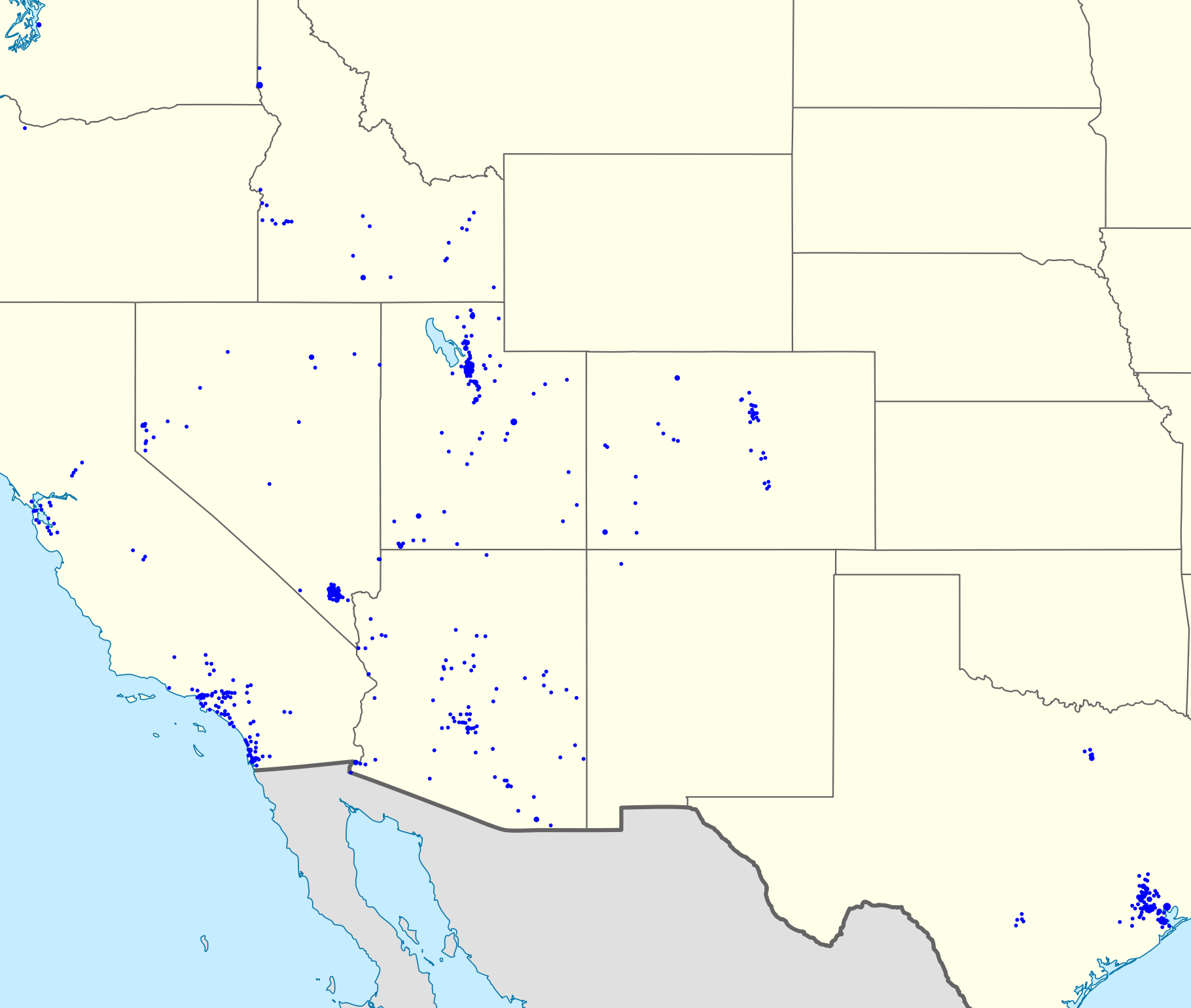
Zions Bancorporation在美國的零售網絡分布（藍點為分行）

## 財務狀況
根據2023年年度財報：
- 營業收入：31億美元
- 稅後淨利：6.48億美元
- 員工總數：約9,400人
- 主要收入來源：利息收入、服務手續費、財富管理與地產貸款

## 歷史沿革
錫安銀行最早成立於1873年10月1日，由耶穌基督後期聖徒教會創辦人布里格姆·楊所設立，初名「Zion's Savings Bank and Trust Company」，是猶他州第一家獲得州政府核准的銀行。
- 1890年代–1950年代：錫安銀行主要服務鹽湖城與猶他州當地家庭與小企業，與教會社群關係密切。銀行逐步拓展業務，並採用保守穩健的信貸原則渡過1929年金融大蕭條。

- 1957年：該銀行被查理斯·霍姆斯（Roy W. Simmons 的父親）控制的 Simmons 家族收購，開始走向現代企業化營運。

- 1960年：成立 Zions Utah Bancorporation，成為控股公司，並於1965年正式在紐約證券交易所掛牌上市（股票代碼：ZION），成為美國西部地區少數上市銀行之一。

- 1970–1990年代：透過一系列併購與設立子公司，錫安銀行逐步進入科羅拉多州、亞利桑那州、內華達州、加州等西部州份。並建立起多品牌策略，讓每一州的子銀行保留原品牌名稱與地方經營權限（如 Vectra Bank、Amegy Bank、California Bank & Trust）。

- 2008年金融危機期間：作為全國性地區銀行之一，錫安銀行接受美國財政部 TARP 資金（7億美元），後於2012年全數償還並脫離救助計畫。

- 2015–2018年：銀行進行系統整併與營運現代化改革，關閉部分分行、引入統一IT系統，並逐步淡化各子銀行品牌差異。[4]

- 2018年：正式將企業名稱簡化為「Zions Bancorporation, N.A.」，標誌其法定結構已統一為單一國家銀行（National Association），並完成控股結構簡化。[5]

- 2020年起：聚焦核心西部市場，持續投資金融科技、自動化風控與環保永續金融，並強化企業信貸與財富管理等高資產業務線。至2023年底，錫安銀行資產規模達到約870億美元，為美國最大地區性銀行之一。[6]

## 爭議

### 反洗錢與銀行保密法違規（2011）
2011 年，美國貨幣監理署（OCC）與金融犯罪執法網絡（FinCEN）對 Zions First National Bank 開出總計 800 萬美元罰款，因其在 2005–2007 年期間未報告高風險外匯兌換客戶的可疑交易、未能建立有效的反洗錢（AML）計畫與可疑活動報告（SAR）制度。

### 消費者詐騙支付處理問題（2017）
2017 年，Zions 旗下支付處理分支 Modern Payments 被指控協助電信與網路行銷商進行濫用消費者帳戶行為（如未經授權的 ACH 扣款），最終與美國費城地區檢察官辦公室達成3.6 百萬美元和解。

### 加州龐氏詐騙案件牽連（2019）
2019 年時，有媒體指出 Zions 母公司透過 California Bank & Trust 未能及時阻止內部客戶涉及超過 1 億美元的加州龐氏詐騙集團（IMG），雖未定罪，但觸發投資人索賠，要求對銀行是否「知情卻放任」進行司法審查 。

### 超額手續費聯合訴訟（2021–迄今）
2021 年起，Zions 因重複扣收透支與不足款項手續費遭多州客戶聯合提起集體訴訟，指控其在單筆交易上反覆收費，損害弱勢用戶權益。此案仍在訴訟程序中，揭示該行在手續費收取與客戶契約履行上存在爭議。